# Rodio nativo
Il rodio nativo è un minerale appartenente alla classe degli elementi nativi e descritto nel 1974 in base ad una scoperta avvenuta nello Stillwater igneous complex in Montana, Stati Uniti d'America ed approvato dall'IMA. Il minerale è una lega di rodio e platino (con il primo in maggior quantità).

## Morfologia
Il rodio nativo è stato scoperto sotto forma di un singolo granulo subedrale di 175x195 μm.

## Origine e giacitura
Il rodio nativo è stato trovato come inclusione nella cromite.